# Pedro Bas Pérez
Pedro Bas Pérez (Cartagena, 15 de abril de 1926 - San Baudilio de Llobregat, 3 de agosto de 1990) fue un pintor español.

## Biografía
Pedro Bas fue pintor, escultor, dibujante, diseñador, maquetista, escaparatista, decorador, serigrafista, inventor. Se le considera uno de los máximos representantes del Abstracto Figurativo. Era célebre por su dominio de la técnica de los oscuros sobre oscuros y sus obras explosivas de color, así como por la sensibilidad mostrada en ellas sobre temas sociales o de la naturaleza. Su forma particular de ver las cosas, fue a veces objeto de polémica, como su obra maestra el Cristo, donde Jesús no estaba crucificado, sino clavado en un poste, con esta y posteriormente por el conjunto de sus obras, conseguiría importantes galardones del mundo del arte.

## Premios
- Medalla de Oro de las Artes en Europa (1964)
- Medalla de Honor de la Prensa Mundial (Bélgica, 1965)
- Medalla de Plata de las Artes, Ciencias y Letras (París, 1966)
- Medalla de Oro de la ciudad de Bélgica ( 1967)
- Cruz de Caballero al Mérito Belga - Hipano (1967)
- Medalla al Mérito en Orientación Profesional (1976)
- Medalla de Plata Homenaje al Nobel de Medicina Emil Von Behering (1976)
- Distinción Especial Homenaje de la Ciudad de Murcia (1980).